# Informe sobre el Desenvolupament Humà

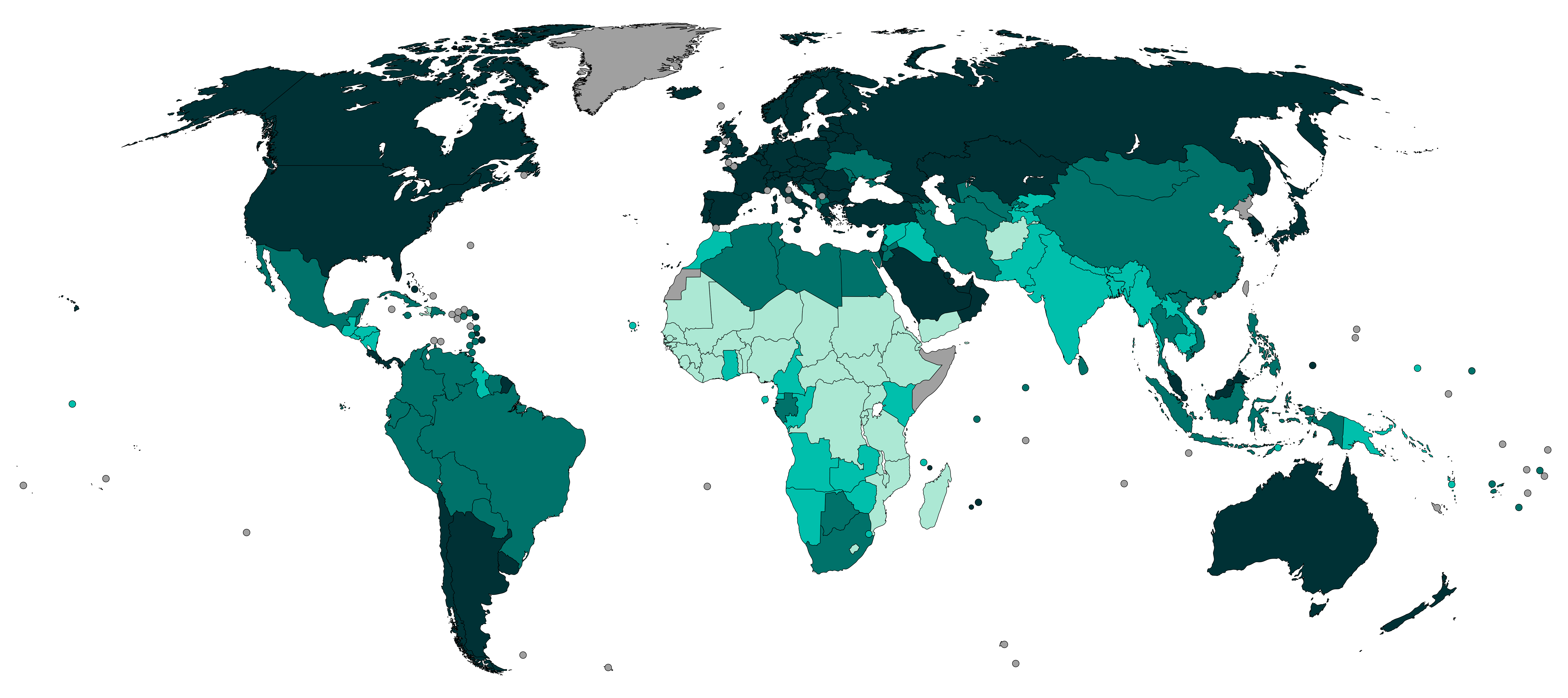
Mapa del món amb categories de l'Índex sobre el Desenvolupament Humà (basat en dades del 2019, publicat el 2020)

L'informe sobre el Desenvolupament Humà és una publicació anual de l'Oficina de l'Informe sobre el Desenvolupament Humà del programa de les Nacions Unides per al Desenvolupament (PNUD). El primer informe va ser publicat el 1990 per l'economista pakistanès Mahbub ul Haq i el guanyador del premi Nobel indi Amartya Sen. Des d'aleshores, els informes han sortit gairebé cada any i tenen com a objectiu posar els individus al centre del procés de desenvolupament.
L'Assemblea General de les Nacions Unides garanteix la independència editorial dels informes. Són informes per al PNUD, no del PNUD, cosa que permet una major llibertat per explorar idees i fer crítica constructiva. Cada informe presenta també una actualització d'índexs, incloent-hi l'Índex de Desenvolupament Humà (IDH).